# Championnat du Luxembourg de football 1959-1960
Navigation
Saison précédente Saison suivante
La saison 1959-1960 du Championnat du Luxembourg de football était la 46e édition du championnat de première division au Luxembourg. Les douze meilleurs clubs du pays se retrouvent au sein d'une poule unique, la Division Nationale, où ils s'affrontent deux fois, à domicile et à l'extérieur. À l'issue du championnat, les deux derniers du classement sont relégués et remplacés par les deux meilleurs clubs de Division d'Honneur, la deuxième division luxembourgeoise.
C'est le club de la Jeunesse d'Esch, double tenant du titre, qui termine en tête du classement du championnat cette saison, avec 6 points d'avance sur le Stade Dudelange et 8 sur le CS Grevenmacher. C'est le 7e titre de champion de l'histoire de la Jeunesse.

## Les 12 clubs participants
| - Stade Dudelange - Fola Esch - Promu de Division d'Honneur - Red Boys Differdange - CS Grevenmacher - CA Spora Luxembourg - Aris Bonnevoie - Promu de Division d'Honneur | - AS La Jeunesse d'Esch - Union Luxembourg - Progrès Niedercorn - National Schifflange - SC Tétange - Alliance Dudelange |

## Compétition

### Classement
Le barème utilisé pour établir le classement est le suivant :
- Victoire : 2 points
- Match nul : 1 point
- Défaite : 0 point

| Rang | Équipe                   | Pts | J  | G  | N  | P  | Bp | Bc | Diff |
| ---- | ------------------------ | --- | -- | -- | -- | -- | -- | -- | ---- |
| 1    | Jeunesse d'Esch (T)      | 34  | 22 | 15 | 4  | 3  | 62 | 25 | +37  |
| 2    | Stade Dudelange          | 28  | 22 | 12 | 4  | 6  | 42 | 32 | +10  |
| 3    | CS Grevenmacher          | 26  | 22 | 11 | 4  | 7  | 35 | 20 | +15  |
| 4    | Union Luxembourg         | 24  | 22 | 7  | 10 | 5  | 28 | 22 | +6   |
| 5    | National Schifflange (C) | 22  | 22 | 8  | 6  | 8  | 27 | 26 | +1   |
| 6    | Alliance Dudelange       | 21  | 22 | 7  | 7  | 8  | 45 | 31 | +14  |
| 7    | Red Boys Differdange     | 20  | 22 | 7  | 6  | 9  | 28 | 33 | -5   |
| 8    | Aris Bonnevoie (P)       | 19  | 22 | 8  | 3  | 11 | 38 | 43 | -5   |
| 9    | CA Spora Luxembourg      | 19  | 22 | 8  | 3  | 11 | 38 | 44 | -6   |
| 10   | SC Tétange               | 18  | 22 | 5  | 8  | 9  | 26 | 45 | -19  |
| 11   | Fola Esch (P)            | 17  | 22 | 8  | 1  | 13 | 38 | 69 | -31  |
| 12   | Progrès Niedercorn       | 16  | 22 | 4  | 8  | 10 | 27 | 44 | -17  |

|  | Qualification pour la Coupe d'Europe des clubs champions 1960-1961                           |
|  | Participation au barrage de promotion-relégation                                             |
|  | Relégation en Division d'Honneur                                                             |
|  | (T) Tenant du titre (C) Vainqueur de la Coupe du Luxembourg (P) : Promu de deuxième division |

- Le club de l'Alliance Dudelange est retrogradé par la fédération par mesure disciplinaire. Un barrage est donc organisé entre le 11e de Division Nationale et le 3e de Promotion d'Honneur.

### Matchs

#### Barrage de promotion-relégation
| Équipe 1       | Résultat | Équipe 2            | Aller | Retour | Appui |
| -------------- | -------- | ------------------- | ----- | ------ | ----- |
| Fola Esch (D1) | 8 - 3    | Belval Belvaux (D2) | 1 - 1 | 1 - 1  | 6 - 1 |

## Bilan de la saison
| Championnat du Luxembourg de football 1959-1960 |                            |
| Champion                                        | Jeunesse d'Esch (7e titre) |
| Coupes et trophées                              |                            |
| Vainqueur de la Coupe du Luxembourg 1959-1960   | National Schifflange       |
| Qualifications continentales                    |                            |
| Coupe d'Europe des clubs champions 1960-1961    | Jeunesse d'Esch            |
| Promotions et relégations                       |                            |
| Promus en Division Nationale                    | Chiers Rodange             |
| Promus en Division Nationale                    | US Rumelange               |
| Relégués en Division d'Honneur                  | Alliance Dudelange         |
| Relégués en Division d'Honneur                  | Progrès Niedercorn         |